# Vanessa Bauche
Vanessa Bauche (nascuda Alma Vanessa Bauche Chavira; 8 de febrer de 1973) és una actriu mexicana de televisió, teatre i cinema.

## Primers anys

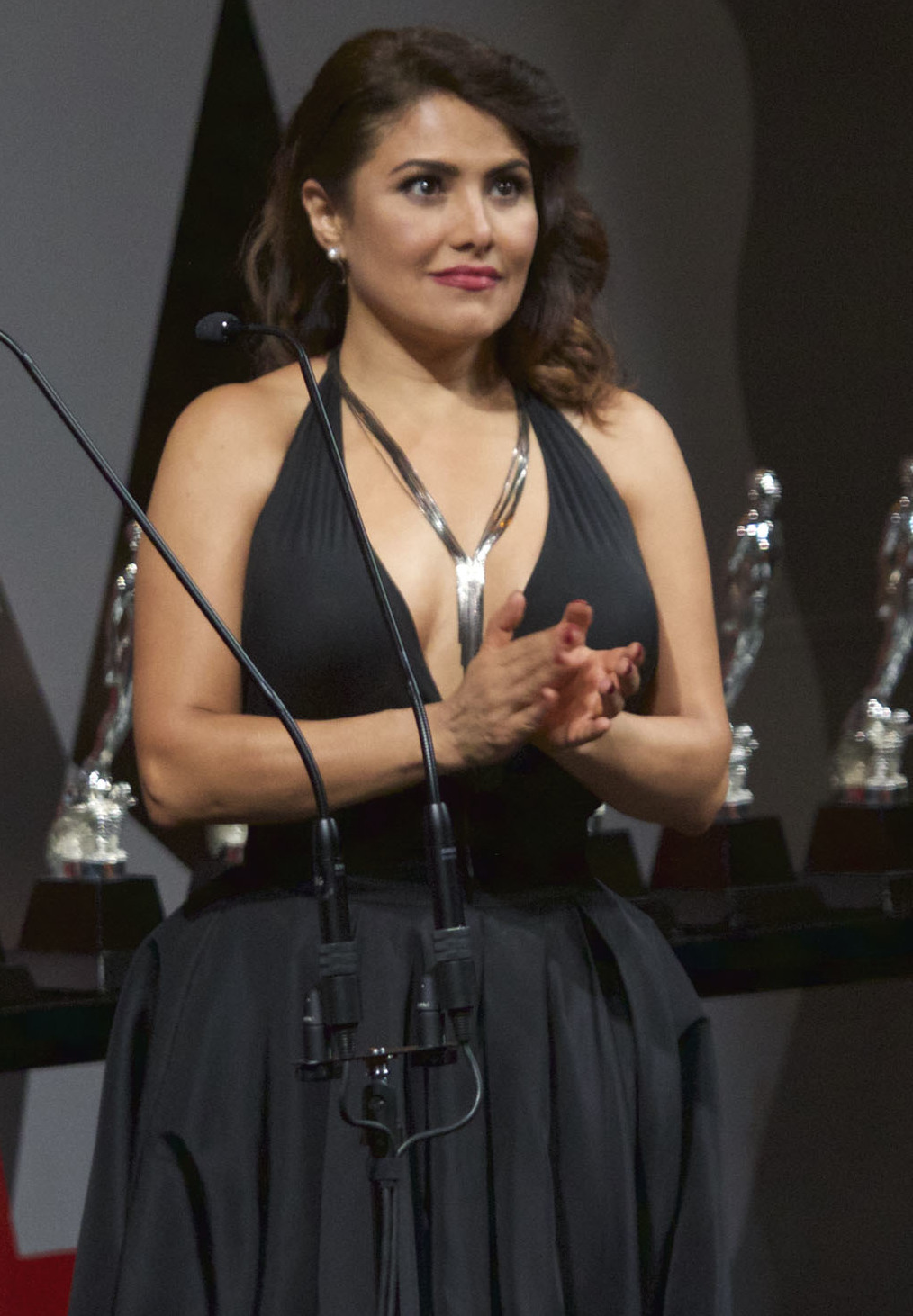
Bauche el 2017

Bauche va rebre el seu nom per Vanessa Redgrave. El seu pare era un gitano que es va casar amb la seva mare, una dona que aspirava a ser ballarina i cantant. En el moment del matrimoni, la seva mare tenia setze anys i el seu pare era estudiant de secundària. La parella es va divorciar quan Bauche tenia set anys. Després del divorci, ella i el seu germà, Tito, van passar tres anys viatjant amb el seu pare. Finalment, ella i el seu germà es van establir amb la seva mare a Ciutat de Mèxic.
Bauche va estudiar al Centro de Educación Artística. El 2012 va ser portada de la revista Playboy Mexico.

## Carrera
Va rebre el seu paper protagonista en una pel·lícula com una prostituta drogodependent a  El patrullero (1991). Després de protagonitzar una sèrie de telenovel·les, va tenir un paper principal en l'èxit internacional Amores perros (2000). Posteriorment ha treballat a The Three Burials of Melquiades Estrada de Tommy Lee Jones, Las vueltas del citrillo de Felipe Cazals, Digna...hasta el último aliento sobre Digna Ochoa de Felipe Cazals, Imitation de Federico Hidalgo, A silent love de Federico Hidalgo, La màscara del Zorro de Martin Campbell o Piedras verdes d'Ángel Flores.
Tot i que Bauche ha tingut èxit tant al cinema com a la televisió, també manté una carrera constant al teatre.

## Filmografia
- Guerra de Vecinos (2021) - Leonor Salcido[4]
- Nosotros los guapos (2019) - Natacha
- La jefa del campeón (2018) - Martina Morales de Durán
- Luis Miguel (2018) - Rosy Esquivel
- La doble vida de Estela Carrillo (2017) - Leticia Jiménez
- Rosario Tijeras (2016-2017) - Rubí Morales
- Eva la Trailera (2016) - Soraya Luna de Mogollón
- Vidas violentas (segment Heridas) (2015) - Mamá
- El Capitán (2015) - Brigada Espíritu
- Elvira, te daría mi vida, pero la estoy usando (2015) — Luisa
- Cabeza de Buda (2009) — Meche
- Ellas son... la alegría del hogar (2009)- Carmela
- Mujeres asesinas (2008)- Julia (Episodio: Ana, corrosiva)
- Todos hemos pecado (2008) — Magdalena La Trenzuda
- Imitation (2007) — Teresa (pel·lícula canadenca)
- Dios te salve (2005) — Sor María (curtmetratge)
- Las vueltas del citrillo (2005) — Melba
- Los tres entierros de Melquiades Estrada (2004) — Mariana
- Al otro lado (2004)
- A silent love (2003) — Gladys
- Digna...hasta el último aliento (2002) — Digna Ochoa
- De la calle (2001) — Amparo
- Piedras Verdes (2001) — Mariana
- Amores perros (2000) — Susana
- One Man's Hero (1999) — Flor
- Un dulce olor a muerte (1998) — Lilia
- Un embrujo (1998) — Magda
- La màscara del Zorro (1998) — Noia índia
- Le jour et la nuit (1997) — Maria
- Morir dos veces (1996) - Carla
- Cupo limitado (1996) — Mariana
- La ley de las mujeres (1995) — Ana
- Hasta morir (1994) — Esther
- Un año perdido (1992) — Matilde
- El patrullero (1991)
- Simplemente María (1989-1990) - Julia Carreño

## Premis i nominacions
Premis Ariel
- 1995: Nominada, "Millor actriu secundària" - Hasta morir [5]
- 1999: Guanyadora, "Millor actriu en un paper menor" - Un embrujo.[5]
- 2002: Guanyadora, "Millor actriu secundària" - De la calle[6]
- 2005: Nominada, "Millor actriu" -  Digna...hasta el último aliento

Mostra de Cinema Llatinoamericà de Lleida
- 2006: Guanyadora, "Millor actriu" - Al otro lado i Las vueltas del citrillo[7]